# 帕沃·哈维科

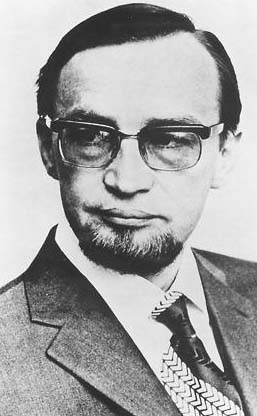
1960年时的哈维科

帕沃·尤哈尼·哈维科（芬蘭語：Paavo Juhani Haavikko；1931年1月25日—2008年10月6日）是芬兰作家、诗人及出版者。他发表过70多本著作。他的诗集翻译成12种语言。他被认为是芬兰20世纪下半叶最有影响力的作家和诗人之一。1984年他获得了纽斯塔特国际文学奖。1994年他获得了“艺术院士”的荣誉称号。
除了诗歌外，哈维科创作过几乎所有的文学形式。除了是作家和出版商之外，他也曾是不动产和林业方面的商人。他曾担任过出版社的文学经理及多个出版社的领导层职位。他获得过院士和赫尔辛基大学名誉博士的称号，但他自己并没有使用过这些称号。